# Missale glagoliticum Hervoiae ducis Spalatensis

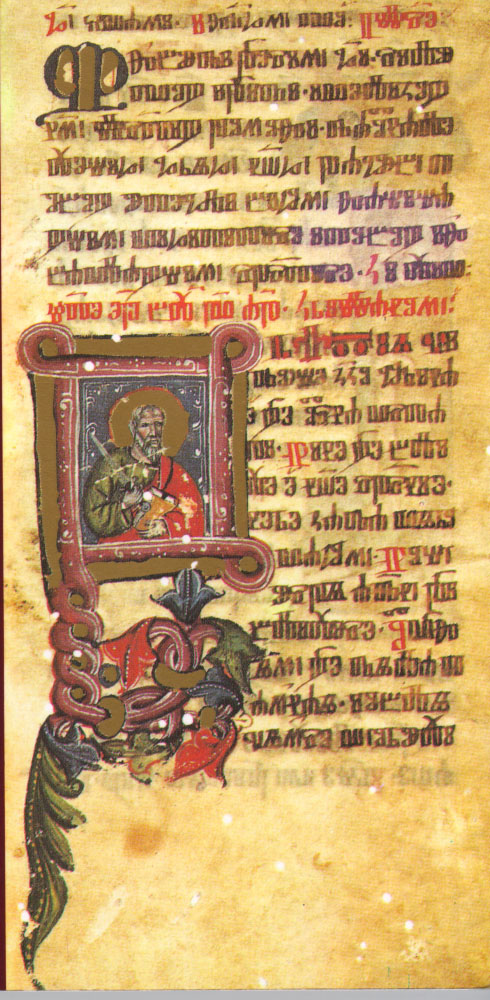
Evangelist

Das Missale glagoliticum Hervoiae ducis Spalatensis (lateinisch für Glagolitisches Messbuch des Herzogs Hrvoje von Split) ist eine illustrierte Handschrift in kroatisch-kirchenslawischer Sprache und glagolitischer Schrift. Sie gilt als die schönste und prachtvollste kroatische Bilderhandschrift des Mittelalters.

## Beschreibung
Die Handschrift enthält das katholische Missale auf 247 Pergamentblättern im Format 30,2 × 22,5 cm, dazu 96 farbige Miniaturen und 380 Initialen. Der Kunststil lässt darauf schließen, dass die Malereien von lokalen Künstlern unter dem Einfluss zeitgenössischer italienischer Kunststile ausgeführt wurden.
Das Missale wurde um 1404 vom Priester Butko in Split für den Ban von Kroatien Hrvoje Vukčić Hrvatinić handgeschrieben. Es kam nach Budim (Ungarn) und gelangte als Kriegsbeute in den Besitz des Sultans des Osmanischen Reichs in Konstantinopel.
Das Missale befindet sich heute in der Bibliothek des Topkapı-Palastes in Istanbul.

## Miniaturen

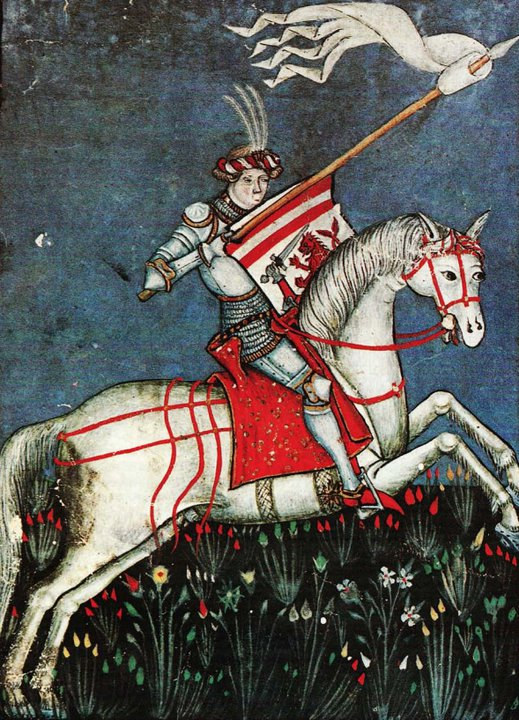
Fürst Hrvoje Vukčić Hrvatinić
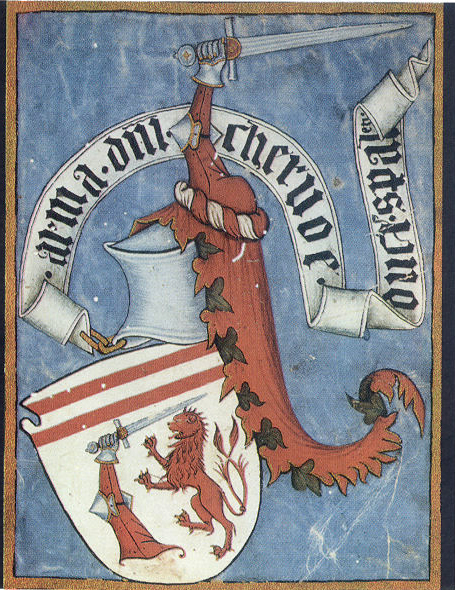
Wappen des Fürsten

## Ausgaben
- Vatroslav Jagić, Lajos Thallóczy, Franz Wickhoff: Missale glagoliticum Hervoiae ducis Spalatensis, Wien 1891.
- Missale Hervoiae Ducis Spalatensis croatico-glagoliticum. 2 Bde. Akademische Druck- u. Verlagsanstalt (ADEVA), Graz 1973.